# Alloteratura bakeri
Alloteratura bakeri är en insektsart som beskrevs av Morgan Hebard 1922. Alloteratura bakeri ingår i släktet Alloteratura och familjen vårtbitare. Inga underarter finns listade i Catalogue of Life.